# Apocaulus schenklingi
Apocaulus schenklingi är en skalbaggsart som först beskrevs av Auguste Lameere 1912.  Apocaulus schenklingi ingår i släktet Apocaulus och familjen långhorningar.
Artens utbredningsområde är Kenya. Inga underarter finns listade i Catalogue of Life.